# Juan Martín Mesa
Pour les articles homonymes, voir Mesa.
Mesa  Pérez est un nom espagnol. Le premier nom de famille, en général paternel, est Mesa ; le second, en général maternel, souvent omis, est Pérez.
Juan Martín Mesa Pérez (né le 23 janvier 1992) est un coureur cycliste colombien, évoluant sur route et sur piste. 

## Palmarès sur route

### Par année
- 2013
  - 3e de Bayonne-Pampelune

### Classements mondiaux
| Année            | 2017 |
| ---------------- | ---- |
| UCI America Tour | 473e |

## Palmarès sur piste

### Jeux sud-américains
- Cochabamba 2018
  -  Médaillé d'or de la poursuite par équipes

### Championnats nationaux
- Juegos Nacionales Cali 2012
  -  Médaillé d'argent de la course à l'américaine des XIX Juegos Deportivos Nacionales (avec Andrés Alzate)[2].
  -  Médaillé de bronze de la poursuite par équipes des XIX Juegos Deportivos Nacionales (avec Andrés Alzate, Cristian Naranjo et Jhon Freddy García)[3].
- Medellín 2014
  -  Médaillé de bronze de la poursuite par équipes (avec Jarlinson Pantano, Cristian Tamayo et Dalivier Ospina)[4].
  -  Médaillé de bronze de l'omnium[5].
- Cali 2015
  -  Médaillé de bronze de l'omnium[6].
- Medellín 2016
  -  Champion de Colombie de poursuite par équipes (avec Dalivier Ospina, Jarlinson Pantano et Bryan Gómez)[7].
  -  Médaillé de bronze de l'omnium[8].
- Cali 2017
  -  Médaillé d'argent de l'omnium[9].
- Juegos Nacionales Cali 2019
  -  Médaillé d'argent de la course à l'américaine des XXI Juegos Deportivos Nacionales (avec Bryan Gómez)[10].
  -  Médaillé de bronze  de la poursuite par équipes des XXI Juegos Deportivos Nacionales (avec Bryan Gómez, Dalivier Ospina et Sebastián González)[11].
- Cali 2021
  -  Médaillé de bronze de la poursuite par équipes (avec Juan Pablo Zapata, Bryan Gómez et Heberth Gutiérrez)[12].